# قانقرمه
قانقرمه روستایی در دهستان گرگان‌بوی بخش مرکزی شهرستان آق‌قلا استان گلستان ایران و مرکز آن دهستان است.

## جمعیت
بر پایه سرشماری عمومی نفوس و مسکن در سال ۱۳۹۵ جمعیت این مکان ۲٬۱۹۷ نفر (۶۰۲خانوار) بوده‌است.
طبق سرشماری اول سال 1400 جمعیت این روستا 2525 نفر (655 خانوار) شده است.
این روستا به لحاظ موقعیت جغرافیایی و دسترسی به برخی امکانات از ظرفیت و پتانسیل ویژه ای در مقوله مهاجرت معکوس از شهر به روستا میباشد، که نیازمند همت مسئولین شهرستانی و استانی جهت حمایت از طرح های عمرانی ویژه جهت این چنین روستاهایی با قابلیت مهاجرپذیری بالا میباشد.
روستایی که در مدت 5 سال از جمعیت 2197 میرسد به جمعیت 2525 یعنی افزایش 328 نفری قطعا دارای قابلیت مهاجرت پذیری بسیار بالایی هست چون این نرخ از رشد جمعیت نمیتواند مربوط به تولد باشد.